# Psyché (sonde spatiale)
Pour les articles homonymes, voir Psyché.
Psyché est la quatorzième mission spatiale du programme Discovery de la NASA. Cette mission, lancée le 13 octobre 2023, doit étudier l'astéroïde métallique (16) Psyché. Celui-ci pourrait être pour partie le vestige du noyau ferreux d'une ancienne protoplanète issu d'une violente collision avec un autre objet qui aurait arraché ses couches externes. L'objectif scientifique de la mission est d'identifier les caractéristiques (formation, composition et évolution) de cet astéroïde atypique pour améliorer la connaissance du processus de formation des noyaux planétaires et plus globalement du Système solaire.
La mission Psyché est sélectionnée par la NASA parmi plusieurs propositions en janvier 2017. La sonde spatiale doit se placer en orbite autour de Psyché en 2029, après un transit de cinq années et demi au cours duquel sa propulsion électrique sera utilisée de manière quasi continue. La trajectoire retenue comprend le survol de la planète Mars, qui sera utilisé pour effectuer une manœuvre d'assistance gravitationnelle. La durée initiale de la mission scientifique est de 25 mois. Au cours de celle-ci, la sonde spatiale doit se placer sur plusieurs orbites s'échelonnant entre 709 et 75 kilomètres pour dresser les cartes topographique et géologique de la surface, effectuer des relevés des champs magnétique et gravitationnel et déterminer la composition chimique de la surface.
Pour répondre aux contraintes de coût des missions Discovery (plafonnées à 710 millions d'euros hors coût de lancement), le corps de la sonde spatiale dérive d'une plateforme de satellites de télécommunications. Celle-ci comprend une propulsion à effet Hall, dont ce sera la première utilisation sur une mission interplanétaire. Pour remplir ses objectifs, la sonde spatiale emporte trois types d'instruments : deux imageurs, des spectromètres gamma et à neutrons, et un magnétomètre. Elle servira également de test pour des essais de télécommunications optiques avec la Terre utilisant un laser.

## Contexte scientifique

### Le processus de formation des planètes
La différenciation est, en planétologie, le processus par lequel l'intérieur d'un corps massif (planètes, planètes naines, certains satellites comme la Lune…) se structure en couches de différentes densités. Ce processus, qui se produit durant la formation du corps céleste, résulte de l'échauffement des matériaux provoqué par la désintégration des isotopes radioactifs, par l'énergie libérée par les chocs avec d'autres corps, nombreux au début de la formation de tout système planétaire, et par la pression exercée par la force de gravitation. La température, qui dépasse les 1 000 degrés, entraîne la fusion des matériaux. Ceux-ci deviennent liquides et s'enfouissent à une profondeur qui dépend de leur densité. La couche la plus profonde est constituée généralement par un noyau de fer et de nickel. Celui-ci est animé de mouvements créant un effet dynamo qui engendre un champ magnétique dipolaire. Avec le temps, la chaleur produite par les impacts se dissipe et les isotopes radioactifs décroissent. Le corps céleste se refroidit. Lorsque le noyau métallique est complètement solidifié, le champ magnétique n'est plus produit et il ne subsiste plus qu'un champ magnétique rémanent, faible et diffus. C'est le cas de Mars, de la Lune et de Mercure.
La différenciation est un processus fondamental dans la formation des planètes telluriques, dont la Terre. C'est un processus mal connu, car il est impossible d'accéder au noyau des planètes (profondeur, température et pression les mettent hors de portée de nos instruments) pour étudier ses caractéristiques et déterminer son mode de formation. Un autre élément qui rend la reconstitution de ce processus difficile est qu'on ne connait pas la composition de la nébuleuse à partir de laquelle les planètes se sont formées. L'exploration directe d'un noyau pourrait améliorer grandement la compréhension qu'ont les scientifiques de la formation des planètes et de leurs couches géologiques internes.

### L'astéroïde Psyché

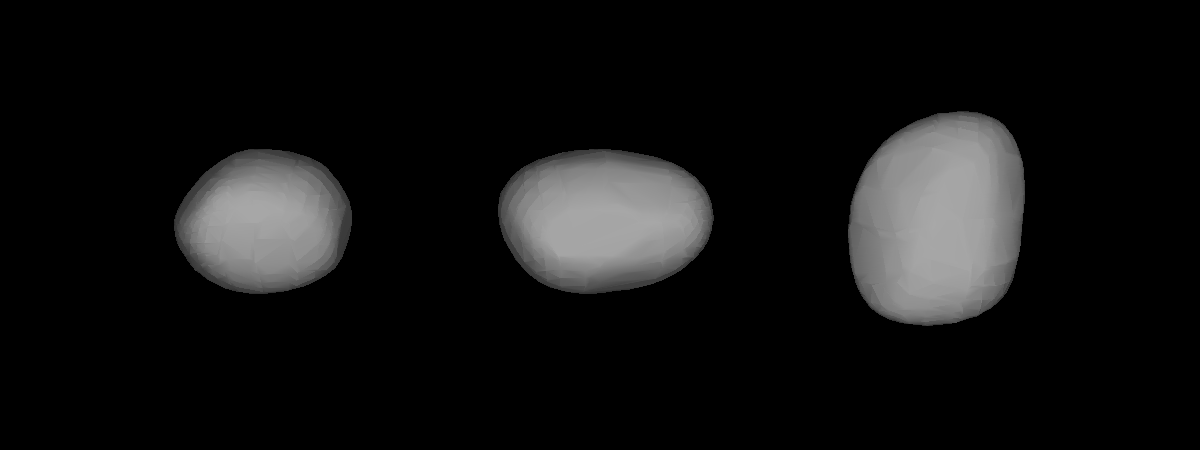
Modèle 3D de produit par inversion de sa courbe de lumière.

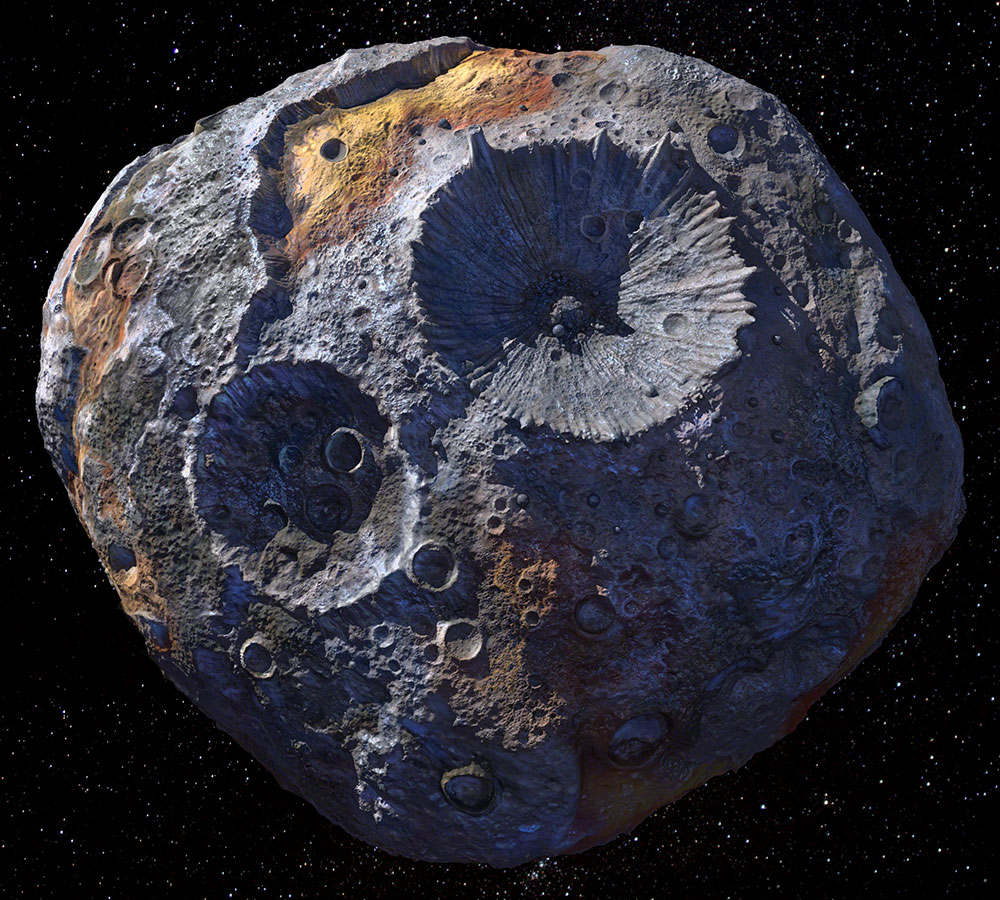
Vue d'artiste de.

La cible de la mission est (16) Psyché, un astéroïde de grande taille situé dans la ceinture d'astéroïdes entre les planètes Mars et Jupiter. C'est également l'astéroïde le plus volumineux de la famille de Thémis, qui regroupe des astéroïdes situés à une distance moyenne de 3,13 unités astronomiques. La raison de la sélection de Psyché pour cette mission est qu'il s'agit du plus massif des astéroïdes de type M, qui sont généralement caractérisés par une proportion importante de métal (fer et nickel). À ce titre, ce corps pourrait être un fragment du noyau métallique d'un planétésimal dont la couche supérieure rocheuse aurait été arrachée par des collisions avec d'autres corps célestes. Il pourrait également contenir une proportion importante d'éléments chimiques lourds comme des métaux précieux et des terres rares. L'observation de cet astéroïde pourrait permettre d'étudier le noyau métallique habituellement recouvert d'une épaisse couche de roches, et ainsi de mieux comprendre le processus de formation des planètes du Système solaire, dont le déroulement est aujourd'hui mal défini. Le seul astéroïde métallique observé précédemment par un engin spatial était (21) Lutèce, qui a été survolé à une grande distance (plus de 3 000 kilomètres) par la sonde spatiale européenne Rosetta en 2010.
L'orbite de Psyché dans le Système solaire est parcourue en cinq années terrestres et est située à une distance du Soleil comprise entre 2,53 et 3,32 unités astronomiques. Son inclinaison orbitale par rapport à l'écliptique est de 3,1 degrés. Compte tenu de son éloignement de la Terre, la communauté scientifique ne dispose que de photos et d'images radar floues de quelques pixels, mais celles-ci ont permis de déduire ses dimensions approximatives : 279 × 232 × 189 km. Sa période de rotation est de 4,3 heures et son axe de rotation est incliné de près de 90 degrés, ce qui contribue à la difficulté de son exploration. Sa masse a été calculée par astrométrie, c'est-à-dire en mesurant l'influence de l'astéroïde sur l'orbite d'autres corps de taille réduite passant à proximité. Du fait de la difficulté des mesures, les estimations de la masse et donc de la densité ont beaucoup évolué au cours des décennies 2000 et 2010. Alors qu'initialement une densité d'environ 8 était avancée, en faisant un astéroïde entièrement composé de métal, les estimations actuelles situent sa densité entre 3,4 et 4,1, une valeur déjà observée pour des astéroïdes rocheux. La proportion de métal pourrait être comprise entre 30 et 60 %, en partant de l'hypothèse que la porosité ne dépasse pas 20 % et que les autres composant sont des silicates faiblement chargés en fer,,.
Psyché présente également des caractéristiques inhabituelles. Alors que les roches à la surface de Mars, de Mercure, de Vénus et de la Terre comportent des proportions importantes d'oxyde de fer, les données disponibles sur la surface de l'astéroïde semblent indiquer une proportion beaucoup plus faible de ces éléments chimiques. Cela suggère que l'histoire de Psyché diffère de la théorie standard de formation des planètes. Aussi, plusieurs scénarios de formation sont désormais envisagés, qui pourront être en grande partie déterminés par les caractéristiques du champ magnétique de l'astéroïde et la proportion de nickel par rapport au fer.

## Objectifs de la mission

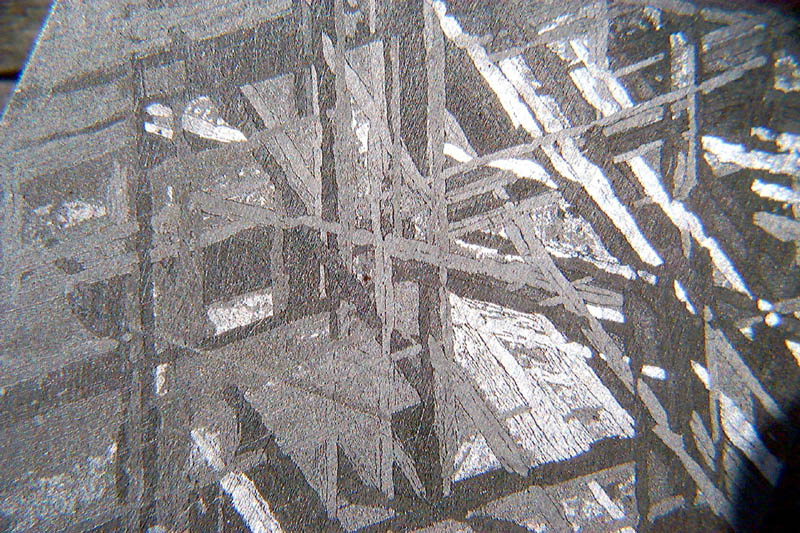
Figures de Widmanstätten que l'on pourrait trouver à l'intérieur du noyau des astéroïdes métalliques. Quelques météorites de fer trouvées sur Terre pourraient provenir de.

La mission Psyché doit traiter les questions scientifiques suivantes :
- l'astéroïde Psyché est-il le noyau apparent d'un planétésimal différencié, ou s'agit-il dès l'origine d'un corps riche en fer ? Les planétésimaux qui se sont formés près du Soleil ont-ils une composition vraiment différente des autres astéroïdes ?
- si le manteau externe de Psyché a été arraché au cours d'une collision, quand et comment cela s'est-il produit ?
- Psyché a-t-il produit un effet dynamo quand il s'est refroidi ?
- quels sont les principaux alliages métalliques qui coexistent dans le noyau de fer de l'astéroïde ?
- quelles sont les principales caractéristiques de la surface et de la topographie de l'astéroïde ? Psyché doit-il être considéré comme radicalement différent des astéroïdes rocheux et des corps composés de glace ?
- comment les cratères produits sur un corps métallique se différencient-ils de ceux observés dans des corps constitués de roche ou de glace ?

Pour remplir ces objectifs, la sonde spatiale dispose d'un magnétomètre qui mesure le champ magnétique produit par l'astéroïde, de spectromètres qui déterminent l'abondance d'éléments chimiques clés (nickel, fer...) et de deux caméras équipées de filtres qui permettent de distinguer certains minéraux. En fonction du contenu des données collectées, un des scénarios de formation suivants peut être déduit :
- si le magnétomètre détecte un champ magnétique dipolaire cohérent, alors l'astéroïde Psyché a disposé d'une dynamo magnétique dans son noyau qui s'est solidifié de l'extérieur vers l'intérieur, en enregistrant dans la couche externe un champ magnétique. La proportion de nickel devrait être d'environ 4 % ou moins ;
- une proportion de nickel comprise entre 6 et 12 % indiquerait que la solidification s'est produite de l'intérieur vers l'extérieur. Dans ce cas, il ne devrait y avoir aucun champ magnétique résiduel, car la couche externe se serait alors solidifiée alors que la dynamo centrale était arrêtée ;
- si la proportion de nickel est très faible et qu'il n'existe pas de champ magnétique cohérent, Psyché n'aurait jamais fondu et serait composé de métaux primordiaux agrégés ayant fait l'objet d'une forte réduction. Ce scénario, le plus excitant pour les scientifiques, serait confirmé par l'absence d'un manteau de silicates enrobant le noyau qui serait remplacé par des poches de silicates de petite taille dispersées sur toute la surface. Dans ce cas de figure, Psyché se serait formé au plus près du centre du Système solaire, là où la température a fait s'évaporer les éléments chimiques les plus légers, ne laissant que les éléments les plus lourds et les métaux tout en les réduisant chimiquement. Cette découverte confirmerait une hypothèse émise dans un article de Botke et al., selon laquelle de tels corps auraient été éjectés depuis la partie interne du Système solaire vers la ceinture d'astéroïdes. Un tel épisode durant la formation du Système solaire a jusqu'à présent été considéré comme peu probable ;
- si un champ magnétique dipolaire cohérent est détecté avec une proportion de nickel plus faible ou plus forte que celle attendue dans ce cas de figure, on se trouverait face à un scénario de formation des petits noyaux non prévu par les modèles existants.

La présence d'un champ magnétique sur Psyché serait la première découverte d'un tel champ sur un astéroïde. Il est devenu de plus en plus évident que certains planétésimaux, les briques à partir desquelles se sont formées les planètes, comportaient une dynamo magnétique nécessitant la présence d'un noyau métallique soumis à la convection, mais les scientifiques peinent à modéliser la manière dont ces noyaux se seraient solidifiés. Si Psyché a un noyau qui s'est solidifié à partir de l'extérieur, alors le processus est analogue à celui qui semble être en cours sur Mercure et Ganymède. Ce processus inattendu pourrait être observable sur Psyché alors qu'il ne peut l'être sur Mercure. Si le noyau s'est solidifié depuis l'intérieur, alors il est analogue au processus en cours sur Terre.

## Historique du projet

### Sélection des13eet14emissionsdu programmeDiscovery
L'appel à propositions de la treizième mission spatiale du programme Discovery, qui est consacré à des missions scientifiques à petit budget, est lancé par la NASA en février 2014. Il est dès le départ prévu que cette démarche puisse déboucher sur la sélection de deux missions (13e et 14e) si des projets répondant aux critères de qualité sont identifiés. Pour cette mission, plusieurs conditions financières ont été précisées par l'agence spatiale américaine,, :
- un tiers du coût de la mission peut être pris en charge par un partenaire international sans être inclus dans le plafond du budget fixé à 450 millions de dollars ;
- la NASA apportera un bonus de 30 millions de dollars aux propositions qui retiendront les télécommunications optiques spatiales (laser) testées au niveau de l'orbite lunaire par la sonde spatiale LADEE.

La sélection se fait en trois étapes : la première est suivie d'un deuxième tour à l'issue duquel seulement deux finalistes sont retenus pour une étude plus approfondie. Psyché est une des cinq propositions de mission retenues par la NASA le 30 septembre 2015 parmi lesquelles sera choisie la 13e mission du programme Discovery. Psyché est proposé par une équipe pilotée par la responsable scientifique Linda Elkins-Tanton de l'université d'État de l'Arizona (Tempe, Arizona). Le Jet Propulsion Laboratory de la NASA est chargé de la gestion du projet.
Une équipe, réunissant des scientifiques et des techniciens de l'Université d'État de l'Arizona, du Jet Propulsion Laboratory et de l'industriel Maxar Technologies (Space Systems/Loral) (fournisseur de la plateforme), détaille la proposition Psyché et produit un document de conception (phase A d'étude de concept) d'environ 1000 pages qui est soumis à la NASA en août 2016. La mission est retenue au terme de la compétition début janvier 2017 en même temps que Lucy. La mission doit être lancée en 2022 tandis que Lucy le sera en 2021.

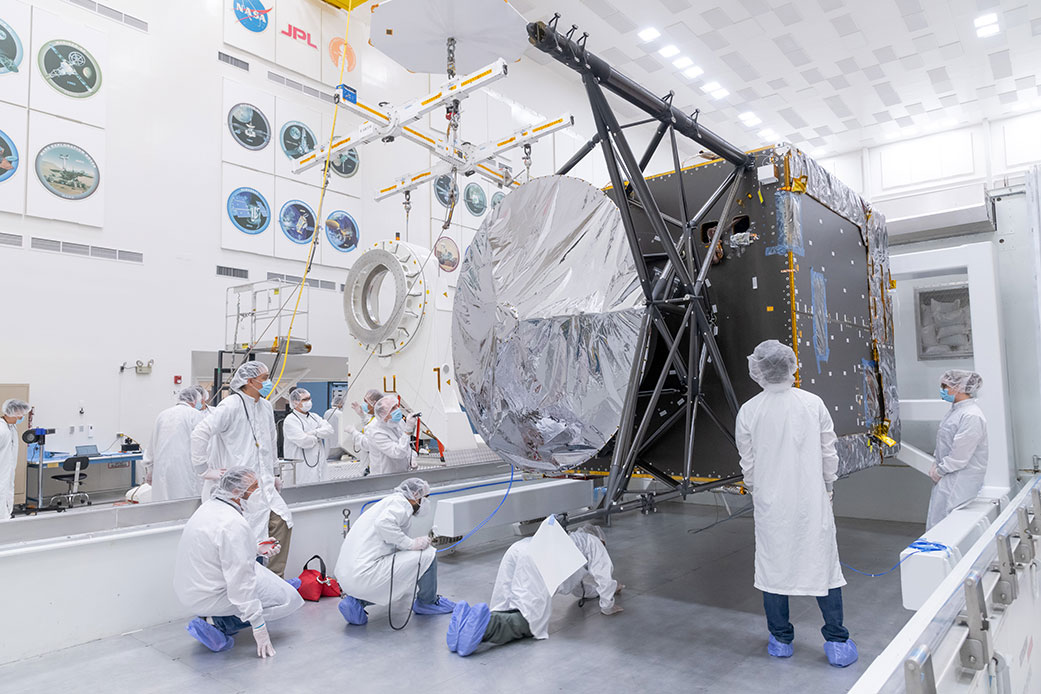
La plateforme fournie par la société Maxar arrive au JPL (fin mars 2021).

.

### Développement de la sonde spatiale

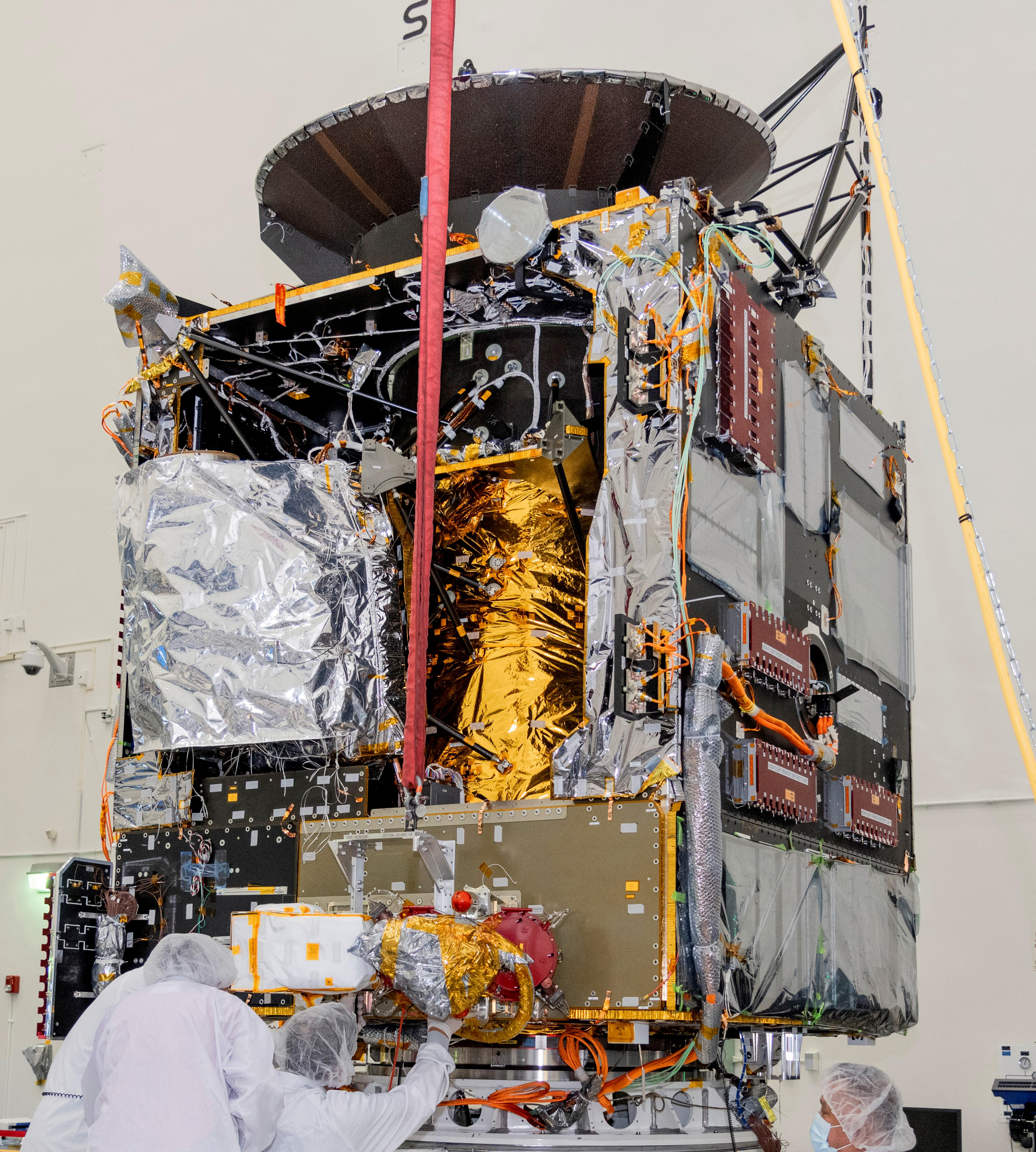
Assemblage des propulseurs à effet Hall sur la sonde spatiale (juillet 2021).

Entre janvier 2017 et mai 2019 la conception de la mission est détaillée et les instruments qui seront embarqués sont sélectionnés (phase B d'avant projet). De mai 2019 à janvier 2021 (phase C de conception), la construction des instruments et de la plateforme est réalisée. La NASA sélectionne en date|février 2020 le lanceur lourd Falcon Heavy de la société SpaceX pour le lancement de la sonde spatiale. Le coût de ce lancement et des opérations de préparation est fixé à 117 millions US$. En mai 2020 a lieu la revue critique de définition du projet et des systèmes. La plateforme est achevée le même mois. À compter de janvier débute l'assemblage et les tests des instruments des différents composants de la sonde spatiale. En mai 2022, Psyché est transportée jusqu'à son site de lancement,.
Mais le projet rencontre des problèmes de recette du logiciel  gérant le système de guidage, de navigation et de contrôle d'attitude. En juin 2022, une commission indépendante chargée d'évaluer les taches restantes conclut que la sonde spatiale ne sera pas prête pour le lancement prévu en octobre 2022. Les ingénieurs du Jet Propulsion Laboratory (JPL) ne sont pas parvenus à mettre au point le simulateur utilisé pour tester le logiciel. Selon un autre rapport de novembre 2022, ce retard est lié à un problème plus fondamental touchant le JPL : la charge de travail de l'établissement de la NASA s'est considérablement accrue et il peine à recruter dans les domaines les plus pointus de l'aérospatiale. Les responsables de la NASA décident de repousser le lancement en octobre 2023. Une autre conséquence est le report du lancement de la mission vénusienne VERITAS, qui est repoussé de deux ans et ne devrait pas intervenir avant 2031.
Le coût de la mission, initialement plafonné par l'appartenance au programme Discovery, est évalué courant 2023 à 1,2 milliard US$ (1,125 milliard €) en incluant la conception et la fabrication de la sonde spatiale, le lancement, les opérations dans l'espace et le traitement scientifique des données. Le coût du développement et de la mise en œuvre du DSOC n'est pas compris et se monte à 206 millions US$.

## Caractéristiques techniques de la sonde spatiale

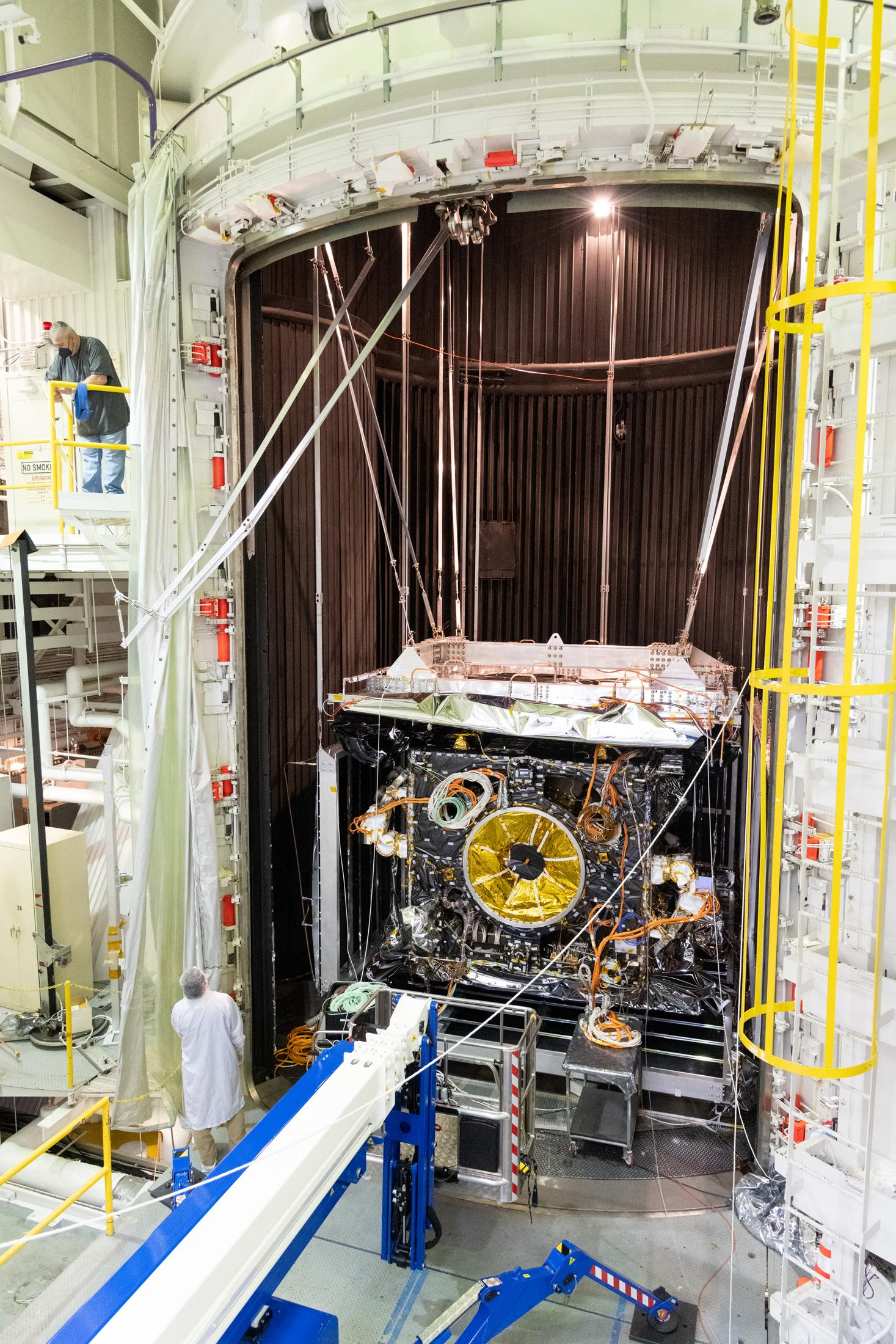
Psyché installée dans la chambre à vide du Jet Propulsion Laboratory pour des tests simulant les conditions spatiales de température et de vide.

Psyché a une masse au lancement de 2 747 kilogrammes. Le corps central de la sonde spatiale, dans laquelle se trouvent principalement les instruments, les réservoirs d'ergols, le système de propulsion et les systèmes de télécommunications, de contrôle d'attitude et de guidage, est de forme parallélépipédique et mesure 3,1 mètres (4,9 mètres lorsque les deux antennes utilisées par les instruments scientifiques son déployées) sur 2,4 mètres. Une fois les panneaux solaires déployés en orbite, l'envergure du satellite atteint 24,76 × 7,34 mètres, soit approximativement la taille d'un terrain de tennis.

### Plateforme
La sonde spatiale Psyché utilise une plateforme (bus) commerciale de satellite de télécommunications géostationnaire utilisée à plus de 100 reprises par le constructeur de la sonde spatiale Space Systems/Loral (filiale de Maxar Technologies depuis 2012). La version de la plateforme SSL 1300 mise en œuvre est motorisée par des moteurs électriques : elle utilise des propulseurs à effet Hall russes SPT-140 qui éjectent du xénon. L'énergie est fournie à ces moteurs par deux ensembles de panneaux solaires en croix de très grande taille, dimensionnés pour produire suffisamment d'énergie au niveau de la ceinture d'astéroïdes : les 75 m2 de cellules solaires fournissent environ 20 kW au niveau de l'orbite terrestre et encore 2,4 kW à 3,3 au du Soleil. Jusqu'à 2,1 unités astronomiques (au) du Soleil, ils permettent de faire fonctionner le propulseur à effet Hall à pleine poussée. Les panneaux solaires sont orientables avec un degré de liberté. Une fois déployés ils portent l'envergure de la sonde spatiale à 24,7 mètres pour 7,34 mètres de largeur. Pour remplir sa mission la sonde spatiale embarque environ 900 kg de xénon et sa masse totale au lancement en 2023 est de 2 870 kg, dont moins de 70 kilogrammes pour la charge utile,,.

#### Contrôle d'attitude
La sonde spatiale est stabilisée 3 axes à l'aide de quatre roues de réaction. L'attitude et la vitesse de l'engin spatial sont déterminées de manière classique par des viseurs d'étoiles, des capteurs solaires, des gyroscopes et une centrale à inertie. Des propulseurs à gaz froid puisant dans le réservoir de xénon de la propulsion principale sont utilisés pour maintenir le pointage des panneaux solaires vers le Soleil en cas de passage en mode survie. Pour les communications avec la Terre, la sonde spatiale dispose d'un émetteur radio d'une puissance de 100 watts qui communique en bande X au moyen une antenne parabolique grand gain fixe de deux mètres de diamètre.

#### Télécommunications et ordinateur embarqué
Le débit est de 180 kilobits par seconde à quatre unités astronomiques de la Terre (distance maximale entre la sonde spatiale et la Terre). Trois antennes à faible gain fournissant une couverture complète du ciel peuvent être utilisées en mode survie et assurer un débit minimum de 10 bits par seconde. Le système de commande et gestion de données, conçu par le Jet Propulsion Laboratory, est géré par deux ordinateurs RAD750 3U redondants dotés de 4 gigaoctets de mémoire flash non volatile.

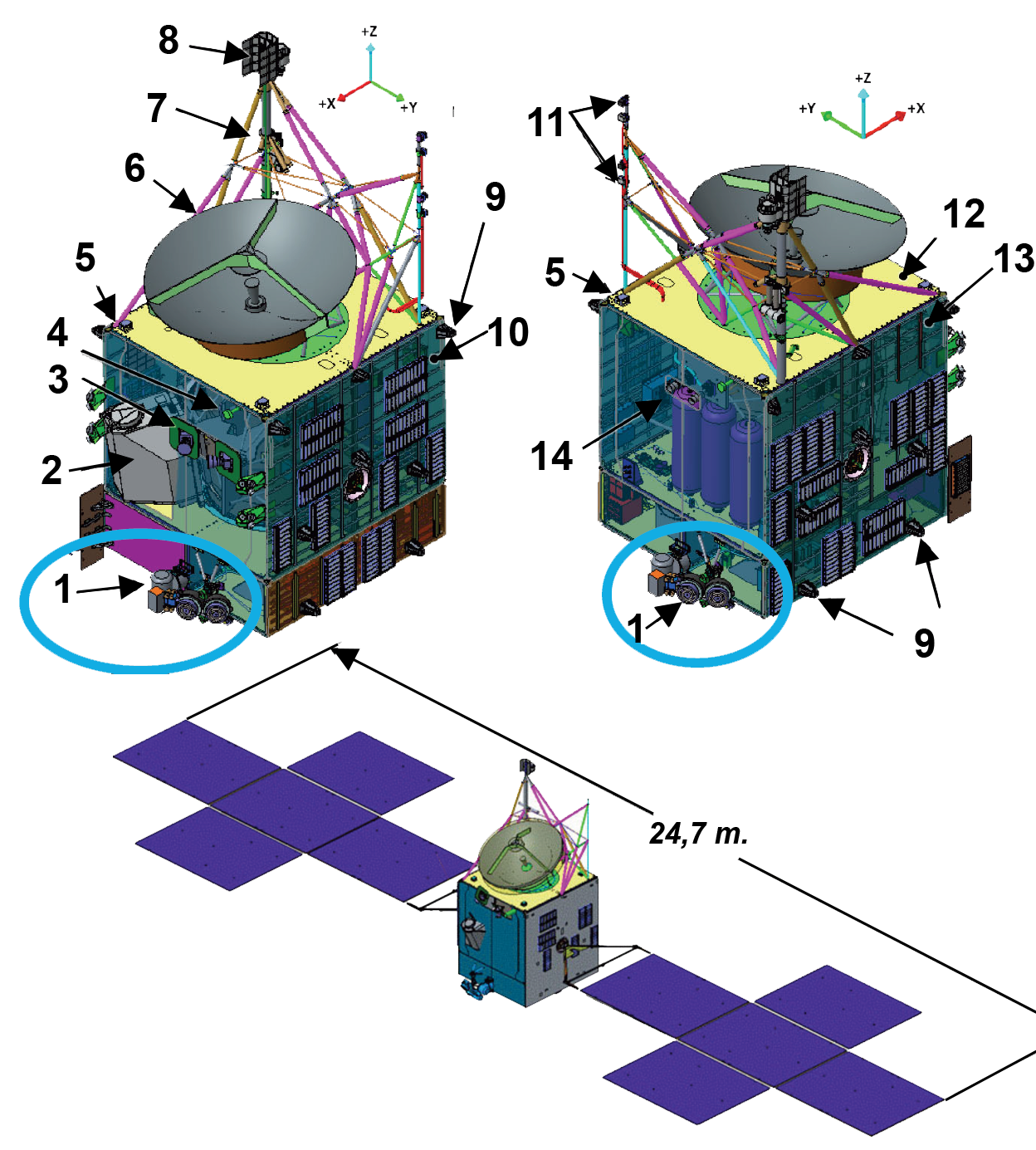
Schéma de la sonde spatiale Psyche : 1. Propulseurs à effet Hall DSM - 2. Système de télécommunications optique DSOC - 3. Viseurs d'étoiles - 4. Antenne faible gain - 5. Capteur solaire - 6. Antenne parabolique grand gain bande X - 7. Spectromètre à neutrons - 8. Spectromètre à rayons gamma - 9. Propulseurs à gaz froid - 10. Panneau -Y - 11. Magnétomètre - 12. Pont supérieur - 13. Panneau +Y - 14. Imageurs (x2).

### Première utilisation d'une propulsion à effet Hall pour l'exploration du Système solaire
| Caractéristiques         | NSTAR              | SPT-140                 |
| ------------------------ | ------------------ | ----------------------- |
| Utilisé par...           | Deep Space 1 Dawn  | Psyché                  |
| Type                     | Propulseur ionique | Propulseur à effet Hall |
| Plage de puissance       | 0,5–2,3 kW         | 0,9–4,5 kW              |
| Poussée maximale         | 91 millinewtons    | 262 mN                  |
| Impulsion spécifique max | 3 100 secondes     | 1 720 secondes          |
| Premier vol              | 1998               | 2018                    |

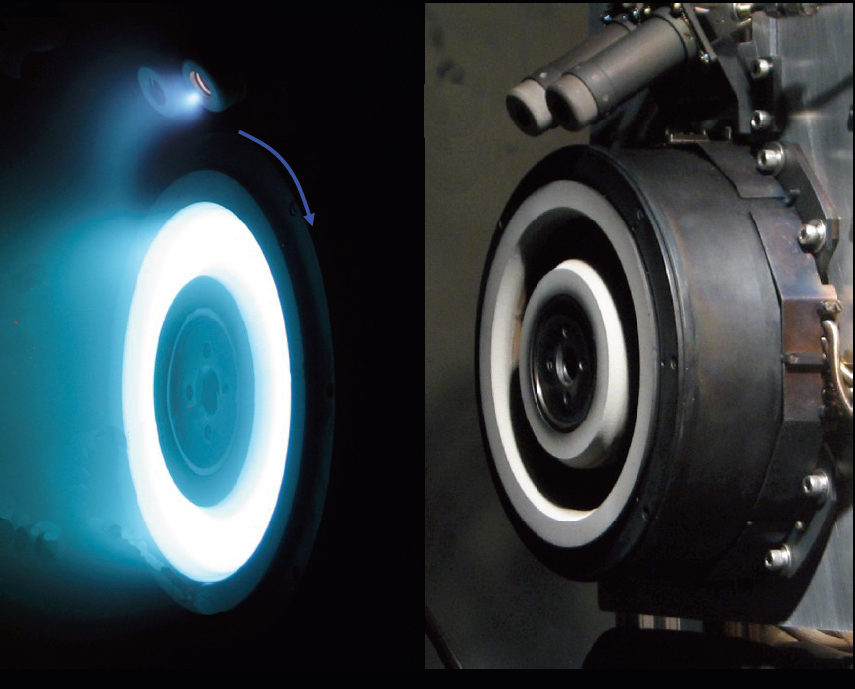
Propulseur à effet Hall SPT-140.

Psyché est la première mission d'exploration du Système solaire à utiliser des propulseurs à effet Hall. Comme tous les systèmes de propulsion spatiaux électriques, la propulsion à effet Hall se caractérise par un rendement nettement plus élevé que les moteurs-fusées chimiques classiques même les plus efficients (oxygène/hydrogène). Les principales contreparties sont la faible poussée qui imposent des trajectoires adaptées et la nécessité de disposer de panneaux solaires de grande taille pour fournir l'énergie qui ne provient plus des réactions chimiques entre ergols. Avec une impulsion spécifique de 1 500 secondes le moteur monté sur la sonde spatiale consomme, pour une poussée donnée, environ quatre fois moins d'ergols que les propulseurs classiques les plus performants, ce qui permet de réduire fortement la masse au lancement. Plusieurs sondes spatiales d'exploration de la NASA (Dawn, Deep Space 1), du Japon (Hayabusa et Hayabusa 2) et de l'Agence spatiale européenne (SMART-1 et BepiColombo) ont déjà eu recours à la propulsion électrique, mais en choisissant la technique de la propulsion ionique. Celle-ci se caractérise par une meilleure impulsion spécifique (3 000 secondes), mais la poussée obtenue est plus faible et la conception de ces moteurs est plus complexe. Les propulseurs à effet Hall, qui sont régulièrement utilisés depuis une dizaine d'années comme moteur d'apogée des satellites de télécommunications en orbite géostationnaire, ont démontré leur fiabilité. La mission Psyché devra démontrer qu'ils sont également adaptés à une utilisation prolongée et aux contraintes spécifiques à l'espace interplanétaire (température, radiations). Ce type de moteur a été mis au point par les soviétiques dès les années 1960 et le constructeur russe Fakel a récupéré cet héritage : les moteurs installés à bord de la sonde spatiale sont fournis par cette entreprise.
La plateforme de la sonde spatiale, tout comme les satellites géostationnaires, dispose de quatre moteurs à effet Hall de type SPT-140 qui sont des versions quasi identiques aux SPT-100 déployés sur plus de 30 satellites commerciaux depuis 2004. La principale différence porte sur le système de modulation de poussée qui permet de réduire celle-ci de manière beaucoup plus importante, car l'énergie disponible est limitée lorsqu'on s'éloigne du Soleil. Bien que la sonde spatiale dispose de quatre SPT-140, seul l'un des quatre fonctionne à un moment donné, même lorsque la sonde spatiale dispose de suffisamment d'énergie pour en faire fonctionner plusieurs simultanément. Lorsque le SPT-140 dispose de suffisamment d'énergie (4,5 kW), il fournit une poussée de 263 millinewtons (l'équivalent sur Terre d'une force de 27 grammes). Au cours du transit de Psyché vers l'astéroïde, du fait de l'éloignement du Soleil, les panneaux solaires ne permettent plus de faire fonctionner à pleine puissance le SPT-140. Il est ainsi prévu que le moteur à effet Hall fonctionne à pleine puissance durant 8 165 heures, mais qu'il ne dispose plus que de 2 à 3,5 kW durant 12 566 heures. Une fois en orbite autour de l'astéroïde, la puissance appelée, utilisée pour les changements d'orbite, n'est plus que de 1 kW. Les quatre moteurs SPT-140 sont fixés par grappe de deux sur des structures montées sur cardan qui peuvent être orientées avec deux degrés de liberté,.

Installation et test mécanique des moteurs SPT
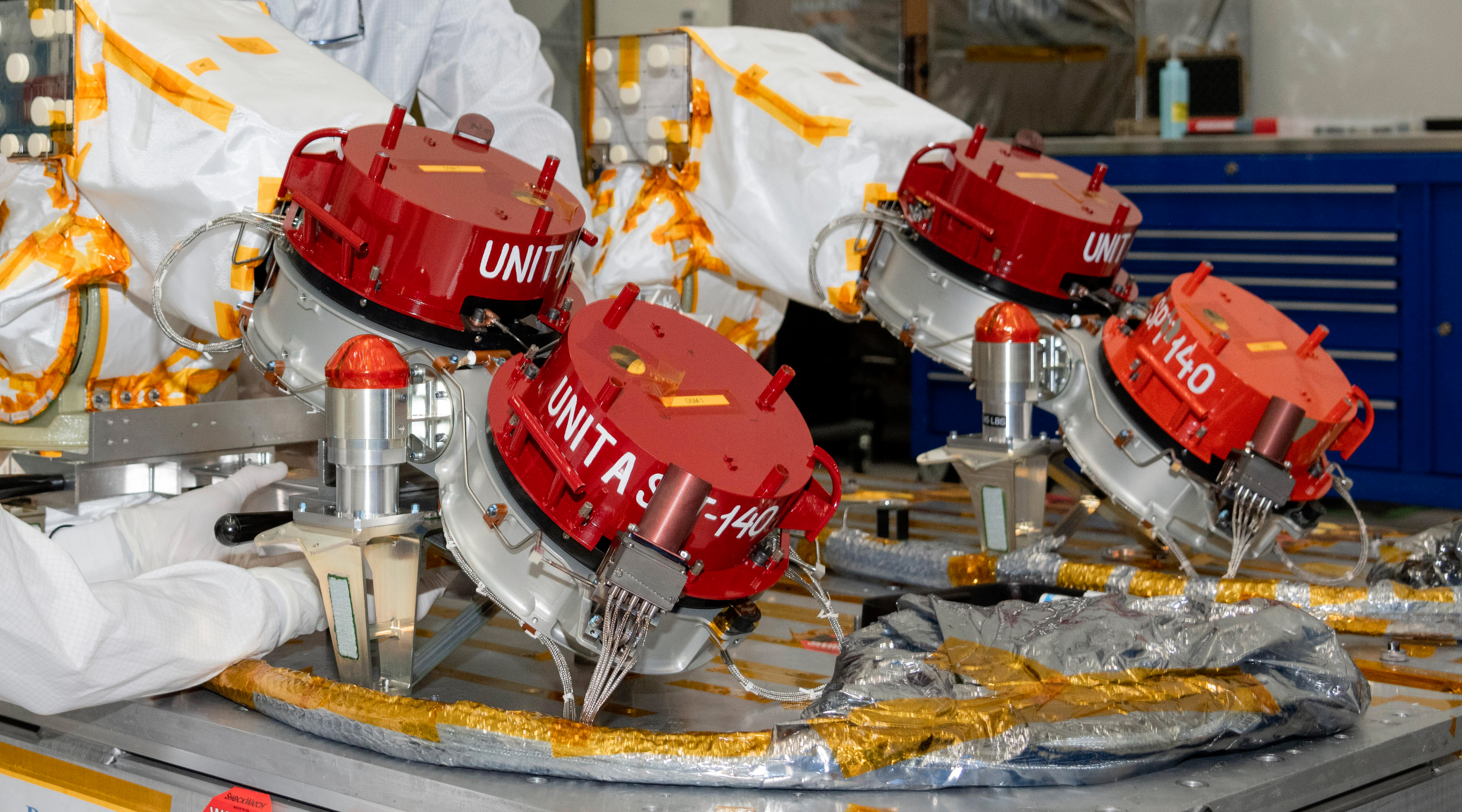
Les quatre propulseurs à effet Hall SPT (les caches rouges seront enlevés avant le lancement).
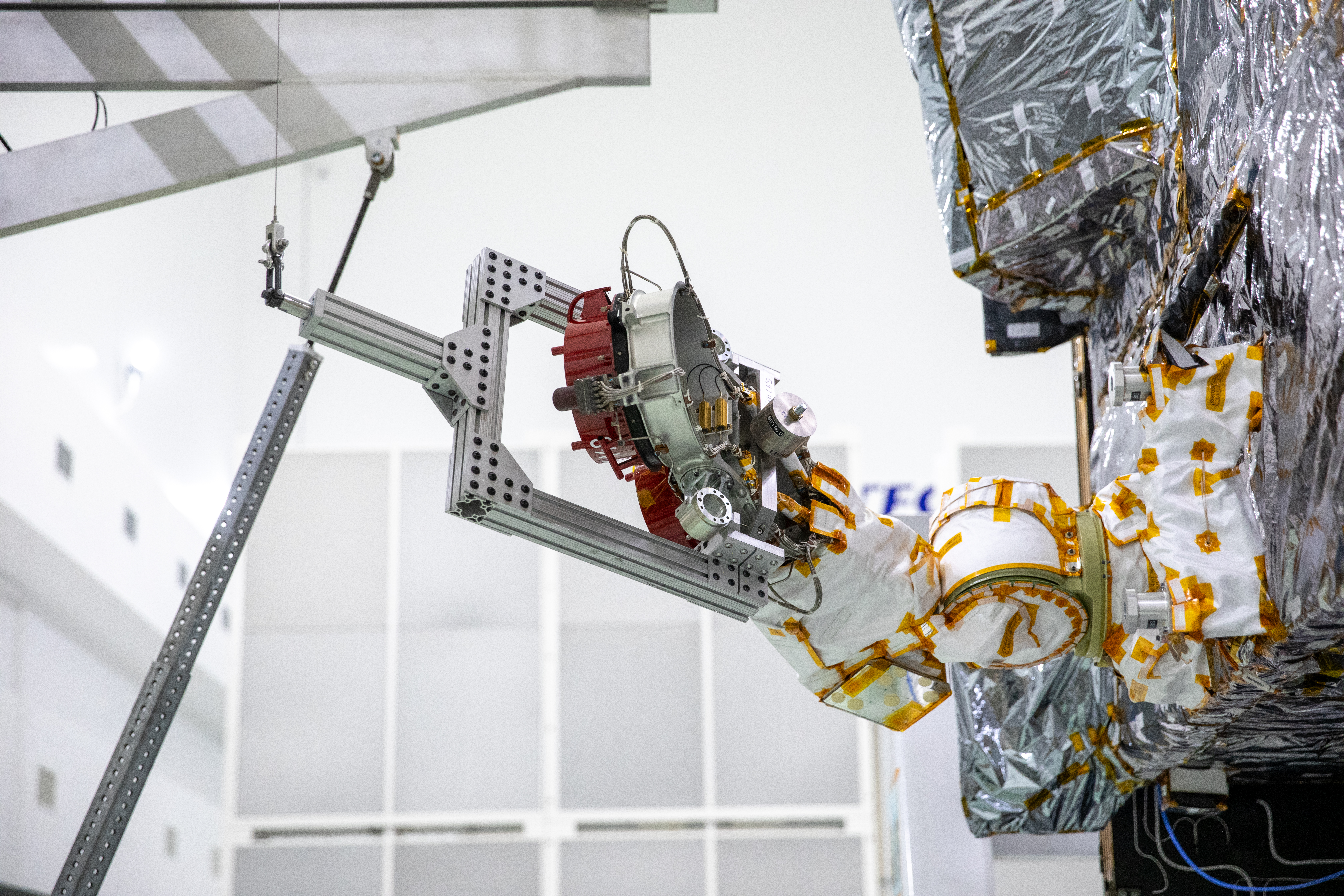
Test du déploiement de la plateforme orientable sur laquelle sont montés les propulseurs SPT.

### Protection planétaire
La trajectoire de Psyché inclut un survol de Mars. Pour réduire la probabilité d'une contamination de la surface de la planète par des organismes terrestres en cas d'écrasement de la sonde spatiale, des mesures de protection planétaire de niveau III ont été prises durant sa conception et son assemblage. Les concepteurs ont dû démontrer que la probabilité que la sonde spatiale s'écrase sur Mars à l'issue de sa mission était inférieure à 1 % pour les 20 années suivantes et à 5 % pour les 50 années suivantes.

## Instrumentation scientifique
La charge utile comprend trois instruments qui sont tous dérivés d'équipements ayant volé sur des missions précédentes.

### Imageur PMI
| Longueur d'onde | Largeur | Utilisation                                        |
| --------------- | ------- | -------------------------------------------------- |
| 540             | 280     | Navigation, topographie, géologie                  |
| 437             | 50      | Détection d'oldhamite, filtre bleu                 |
| 495             | 25      | Détection d'oldhamite                              |
| 550             | 25      | Détection d'oldhamite, filtre vert                 |
| 700             | 50      | Maximum de réflectance, filtre rouge               |
| 750             | 25      | Détection de pyroxène à faible taux de calcium     |
| 948             | 50      | Détection de pyroxène à taux plus élevé de calcium |
| 1041            | 90      | Détection d'olivine                                |

L'imageur multispectral de Psyché, PMI (Psyche Multispectral Imager), est constitué de deux caméras équipées d'un objectif de focale moyenne et fixées côte à côte sur le panneau X du corps de la sonde spatiale, qui pointera vers le sol durant la phase scientifique de la mission. La deuxième caméra sera utilisée en cas de défaillance de la caméra opérationnelle. Chaque caméra comprend un objectif Maksoutov d'une longueur focale de 148 mm (f 1/8). Le détecteur (CCD) et l'électronique associées sont identiques aux composants des caméras Mastcam des astromobile Curiosity et Perseverance. Les caméras sont fournies par la société Malin Space Science Systems et leur utilisation est gérée par l'Université d'État de l'Arizona. La roue porte-filtres est une version à l'échelle 1,5 de l'équipement des Mastcam. L'optique est une version modifiée (focale plus longue) de l'imageur MARCI de la mission Mars Climate Orbiter. Grâce notamment aux huit filtres disponibles, PMI fournit des données utilisées pour remplir les cinq objectifs principaux de la mission, :
- détection des proportions de silicates et de métaux (proche infrarouge) ;
- identification et caractérisation des cratères d'impact pour en déduire l'âge des régions de surface ;
- recherche de minéraux de type sulfures (oldhamite, sulfure de calcium) permettant de déterminer les conditions d'oxydation au moment de la formation de Psyché ;
- détermination pour la première fois de la géologie d'un astéroïde métallique en utilisant les filtres panchromatiques et de couleur ;
- détermination de la topographie de la surface par production d'images en relief (grâce aux deux caméras) dans le but de fournir des indices supplémentaires portant sur la formation et l'évolution de l'astéroïde.

Instruments de Psyché
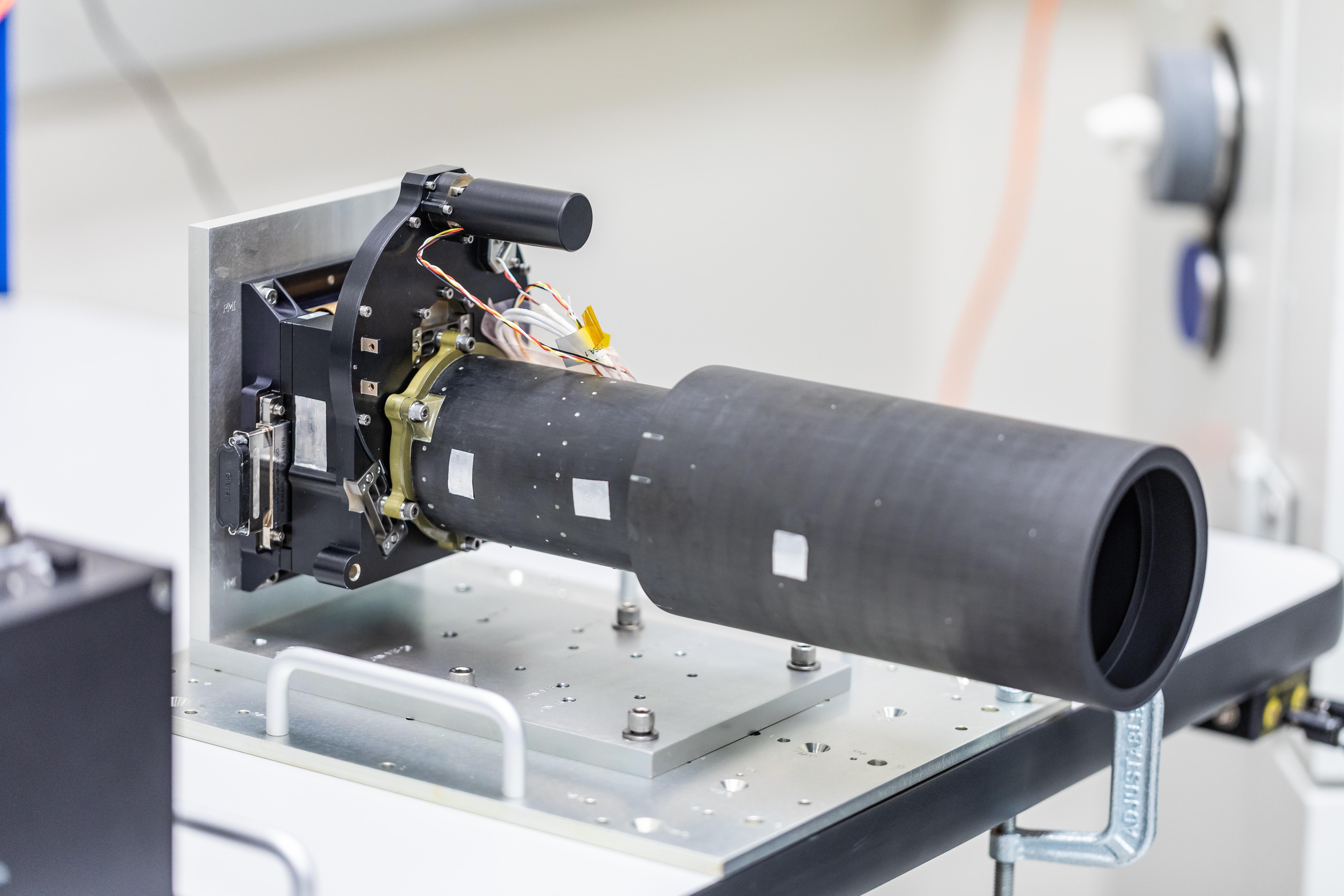
Caméra multispectrale MSI.
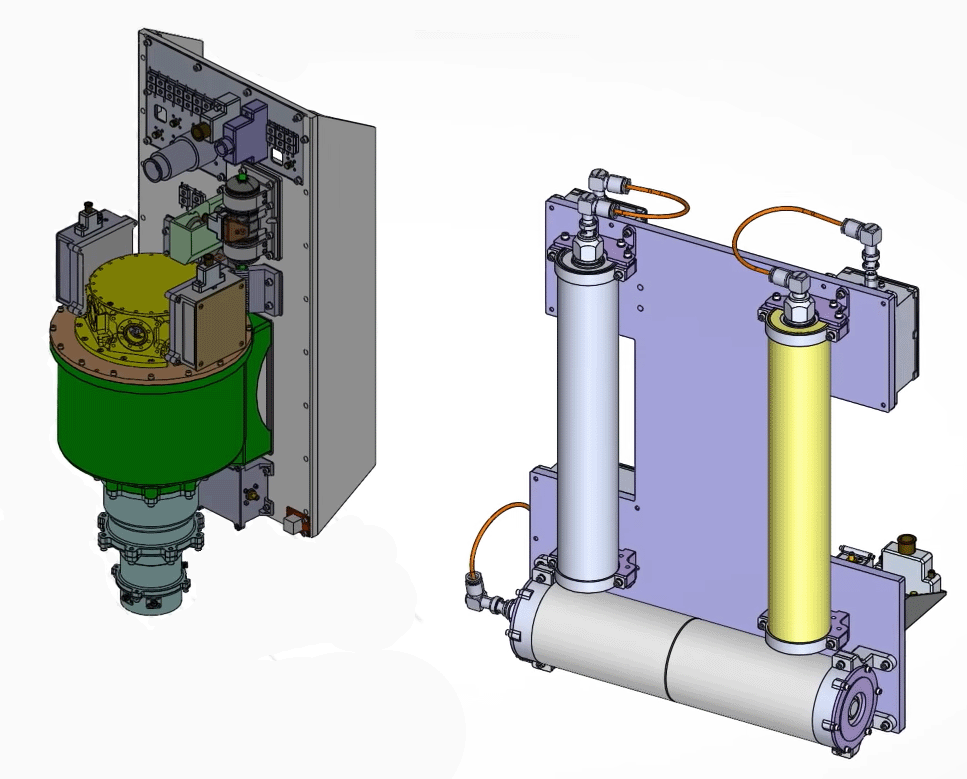
Schéma des spectromètres à rayons gamma et à neutrons.

### Spectromètre à rayons gamma et à neutrons (GRNS)
Le spectromètre à rayons gamma et à neutrons GRNS fournit les concentrations de fer, de nickel, de silicium, de potassium, de soufre, de calcium, de thorium et d'uranium de l'objet, moyennes et dans certains cas avec une résolution spatiale. L'hydrogène et le carbone sont également mesurés lorsque la concentration est assez élevée. En utilisant une technique éprouvée à travers de nombreuses missions d'exploration du Système solaire, l'instrument détectera les rayons gamma et les neutrons produits lorsque la surface de Psyché est bombardée par des rayons cosmiques fortement énergétiques d'origine galactique. L'instrument comprend deux sous-ensembles : un spectromètre gamma dérivé de l'instrument GRS embarqué à bord de MESSENGER et un spectromètre à neutrons dérivé de l'instrument NS de la sonde spatiale Lunar Prospector. GNRS est fourni par le laboratoire APL de l'Université Johns-Hopkins,.

### Magnétomètre
La sonde spatiale dispose d'un magnétomètre de type boussole à vanne de flux, comportant deux capteurs installés sur une perche de deux mètres fixée sur le panneau faisant face à la surface de l'astéroïde. Le magnétomètre est utilisé pour déterminer si Psyché est le cœur métallique d'un ancien corps différencié. Pour y parvenir, il mesure l'intensité dans les trois dimensions du champ magnétique de Psyché entre 0,2 et 10 000 nT. Sa sensibilité est de 0,1 pT. L'instrument est analogue aux instruments installés à bord des missions MMS ST5 et Polar.

### Radio science
Les signaux radio en bande X sont utilisés pour mesurer le champ gravitationnel de l'astéroïde avec une grande précision. Les données résultantes combinées avec la topographie établie à l'aide des deux imageurs, doivent fournir des informations sur la structure interne de Psyché.

## Test d'un système de télécommunications optiques spatial

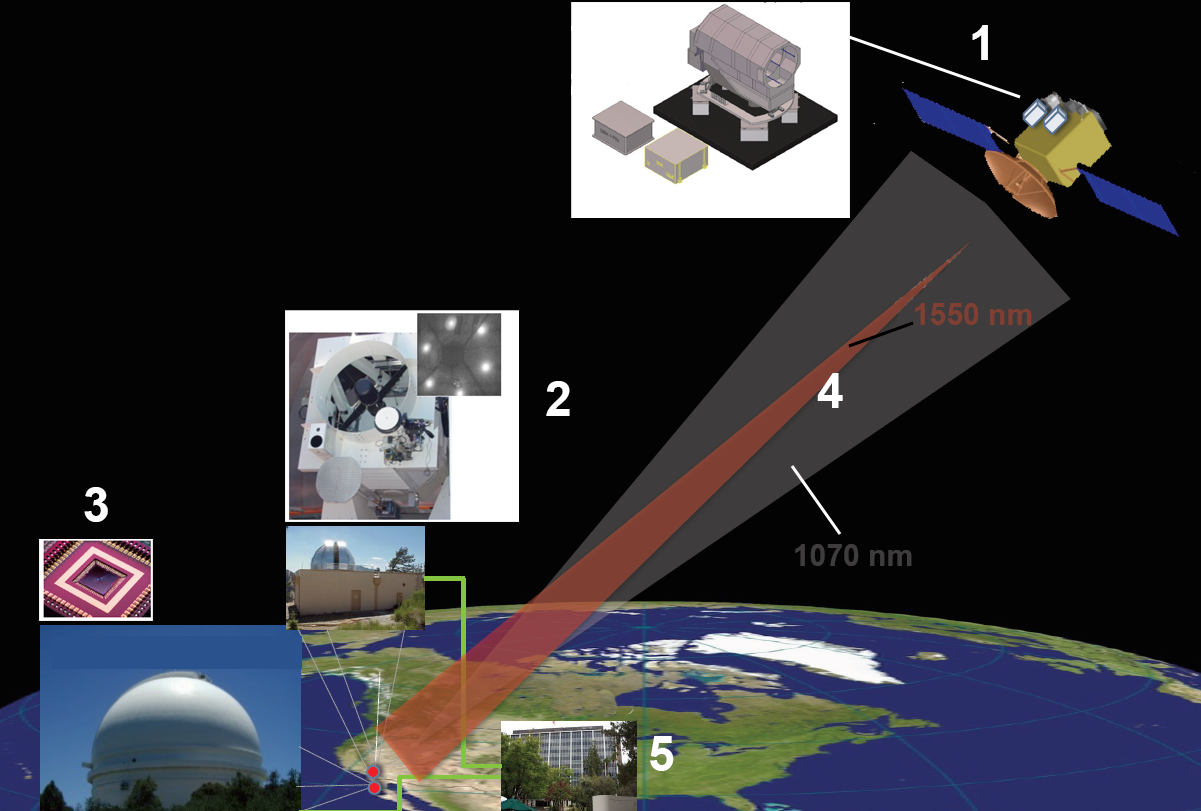
Schéma du déroulement des tests du système de communications spatial optique (DSOC) par le JPL : 1 : émetteur-récepteur FLT installé à bord de Psyche avec un laser de 4 W et un télescope de 22 cm d'ouverture - 2 : émetteur laser de 5 kW GLT de l'observatoire de Table Mountain (liaison montante et assistance au pointage du FLT) - 3 : GLR du mont Palomar est équipé avec un instrument de comptage de photons (liaison descendante) - 4 : le rayon laser de la liaison montante a une longueur d'onde de 1070 nm, celui de la liaison descendante est de 1550 nm - 5 : MOC-SOC : centre de contrôle.

Un objectif secondaire de la mission est de tester une nouvelle technique de communications qui doit permettre de transférer des volumes de données importants vers la Terre lorsqu'un engin spatial se trouve loin de celle-ci. Le débit des communications diminue proportionnellement au carré de la distance. Le volume des données des missions d'exploration du Système solaire, lui, tend à croître du fait de la résolution croissante des instruments et de la nécessité de disposer d'images haute définition pour piloter certaines opérations. Le recours à un système optique (laser) constitue une solution prometteuse, car elle permet des débits nettement plus importants ; mais cette technique est complexe (signal très faible et technique de pointage complexe). Cette technique développée par le Jet Propulsion Laboratory (projet DSOC, Deep Space Optical Communications) a déjà été testée avec succès à plusieurs reprises, mais à des distances relativement modestes (LADEE en orbite lunaire à 350 000 kilomètres de distance de la Terre). Un test beaucoup plus probant doit être effectué par Psyché durant son transit vers son objectif, avec des distances allant de 0,1 à 2 unités astronomiques (environ 300 millions de kilomètres), ce qui rend le signal un million de fois plus faible.

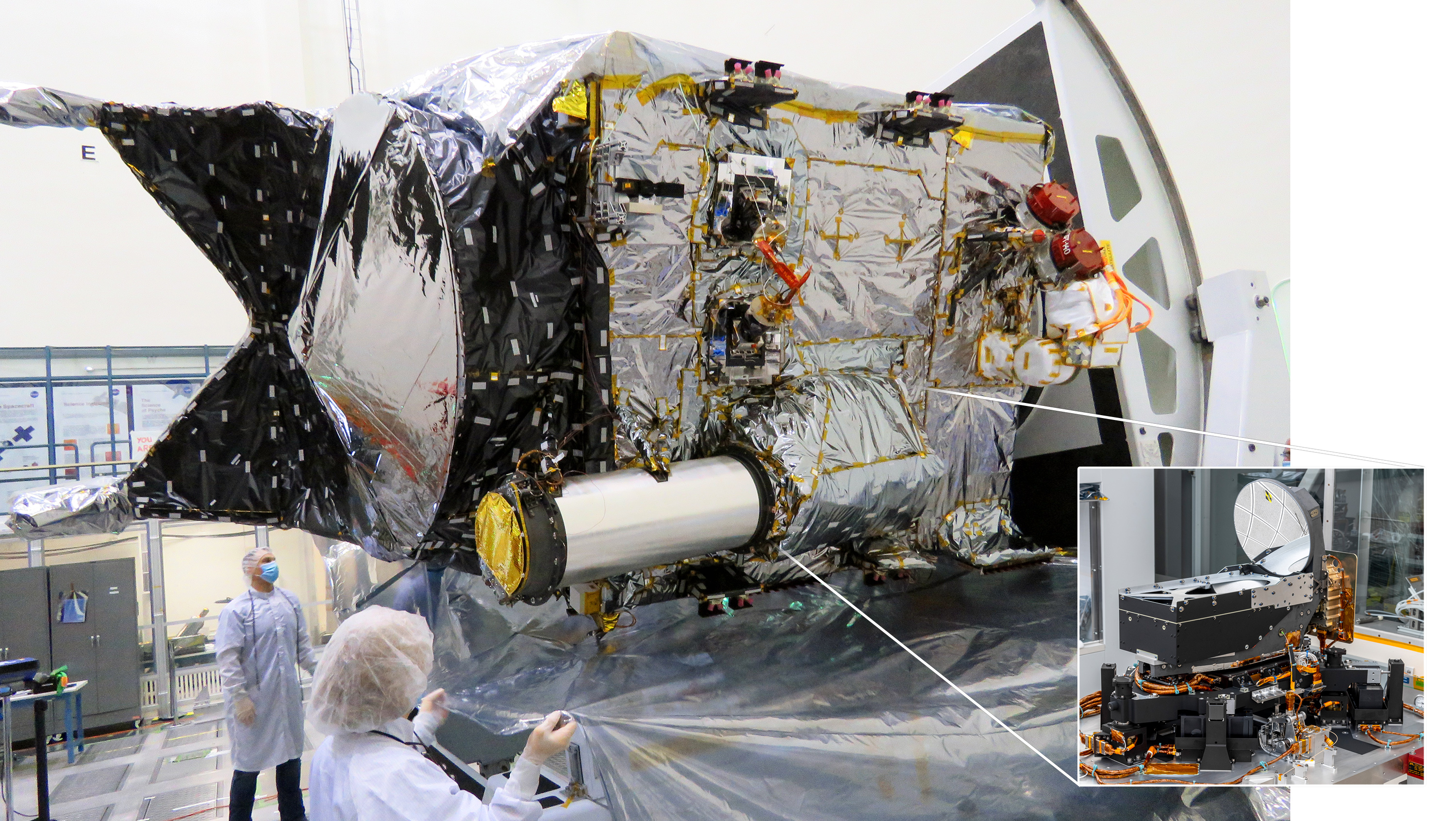
Le système de communications DSOC comprend le long pare-soleil cylindrique et le boitier situé dans son prolongement détaillé dans la fenêtre en bas à droite.

Pour ce test la sonde spatiale est équipée du système FLT (Flight Laser Transceiver) qui comprend un laser de 4 W émettant dans la longueur d'onde de 1 550 nanomètres et un télescope de 22 centimètres de diamètre utilisé pour émettre et recevoir les signaux optiques. Sur la liaison descendante, le système permet un débit compris entre 0,2 et 200 millions de kilobits par seconde (le débit maximum diminue avec la distance entre la sonde spatiale et la Terre). Une caméra PCC (Photon Counting Camera) est chargée de recevoir les signaux optiques émis par la Terre dont la puissance ne dépasse pas ~100 femtowatts à grande distance. Le système d'émission et de réception est fixé sur une structure qui peut être pointée avec précision vers la Terre. L'axe de l'antenne parabolique grand gain bande X (système de télécommunications primaire), qui est fixe, est parallèle à l'angle de visée par défaut du système optique, ce qui permet d'utiliser les deux systèmes simultanément et optimise ainsi les temps d'arrêt de la propulsion (lors des sessions de communications les moteurs ne peuvent fonctionner, car la sonde spatiale doit pointer ses antennes vers la Terre). Pour effectuer ces tests deux stations de réception ont été équipées sur Terre. Le GLR (Ground Laser Receiver) du Mont Palomar est équipé avec un instrument de comptage de photons pour la réception des communications de la sonde spatiale. Le GLT (Grand Laser Transmitter) de l'Observatoire de Table Mountain remplit deux fonctions : il émet un rayon laser de 1 064 nanomètres pour permettre au FLT à bord de Psyché d'affiner son pointage et le même laser est utilisé pour transmettre des données à la sonde spatiale (liaison montante) avec un débit d'environ 1,6 kbit/s.
Les objectifs assignées à l'expérience DSOC sont : 
- durant la phase initiale d'étalonnage, démontrer que le terminal optique embarqué et le terminal optique sur Terre peuvent verrouiller mutuellement leurs signaux laser ;
- démontrer que les débits prévus sur la liaison descendante (Psyché vers Terre) peuvent être atteints aux distances croissantes de la sonde spatiale par rapport à la Terre ;
- démontrer le fonctionnement de la liaison montante (Terre vers Psyché) jusqu'à une distance d'une unité astronomique de la Terre (150 millions de kilomètres) ;
- réaliser des tests de liaison optiques durant les deux années suivant le lancement de Psyché à raison d'un par semaine.

## Déroulement de la mission

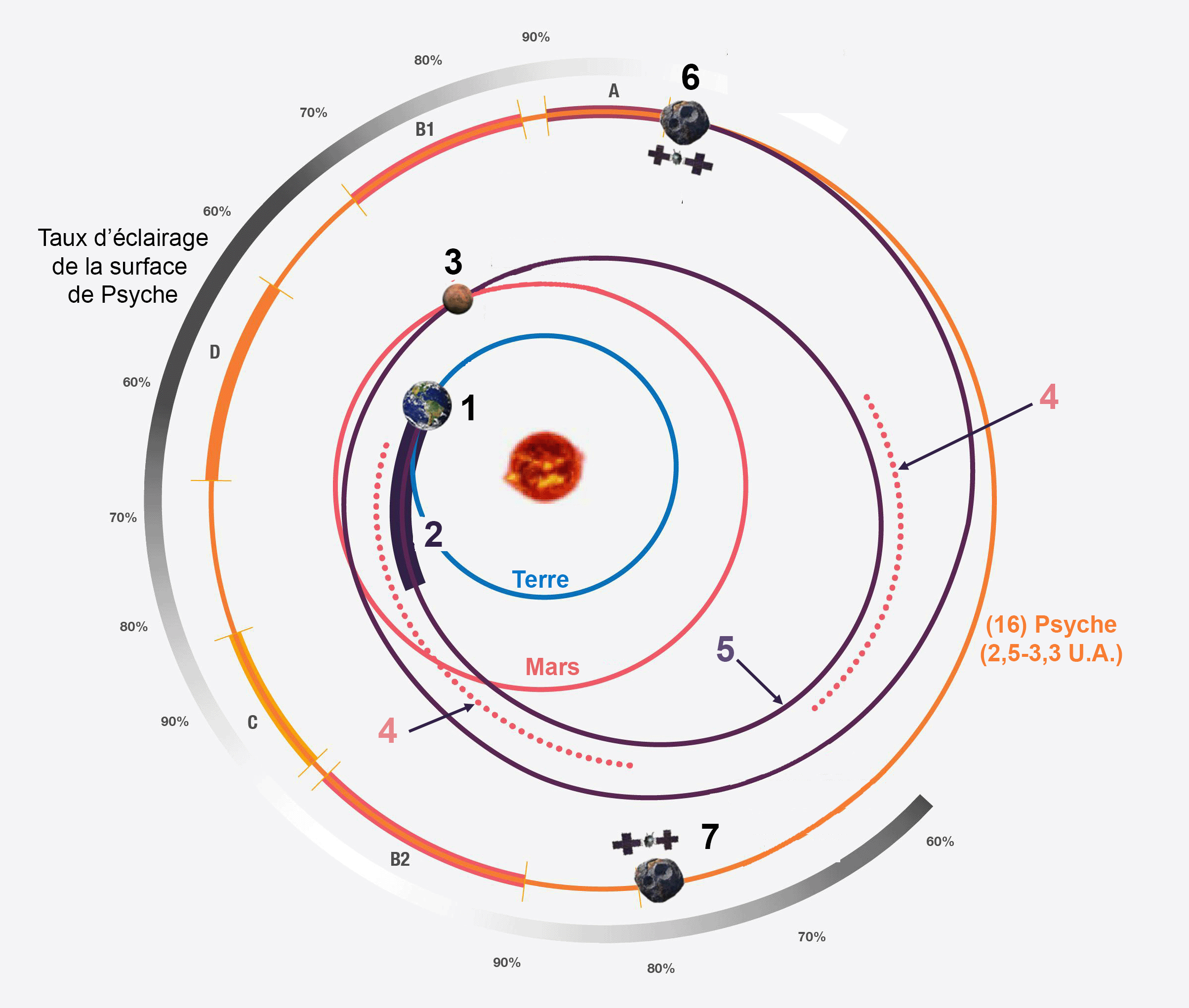
Déroulement de la mission Psyché. En mauve, la trajectoire de la sonde spatiale jusqu'à son insertion en orbite autour de Psyché : 1 : lancement (octobre 2023) - 2 : Vérification des systèmes de la sonde spatiale - 3 : Assistance gravitationnelle de Mars (mai 2026) - 4 : Tests du système de communication laser expérimental DSOC (points roses) - 5 : Trajectoire de la sonde spatiale (mauve) - 6 : Insertion en orbite autour de Psyché (août 2029) - A, B1, D, C, B2 : Phases de la mission scientifique correspondant à autant d'orbites différentes - 7 : Fin de la mission (novembre 2031).

### Lancement

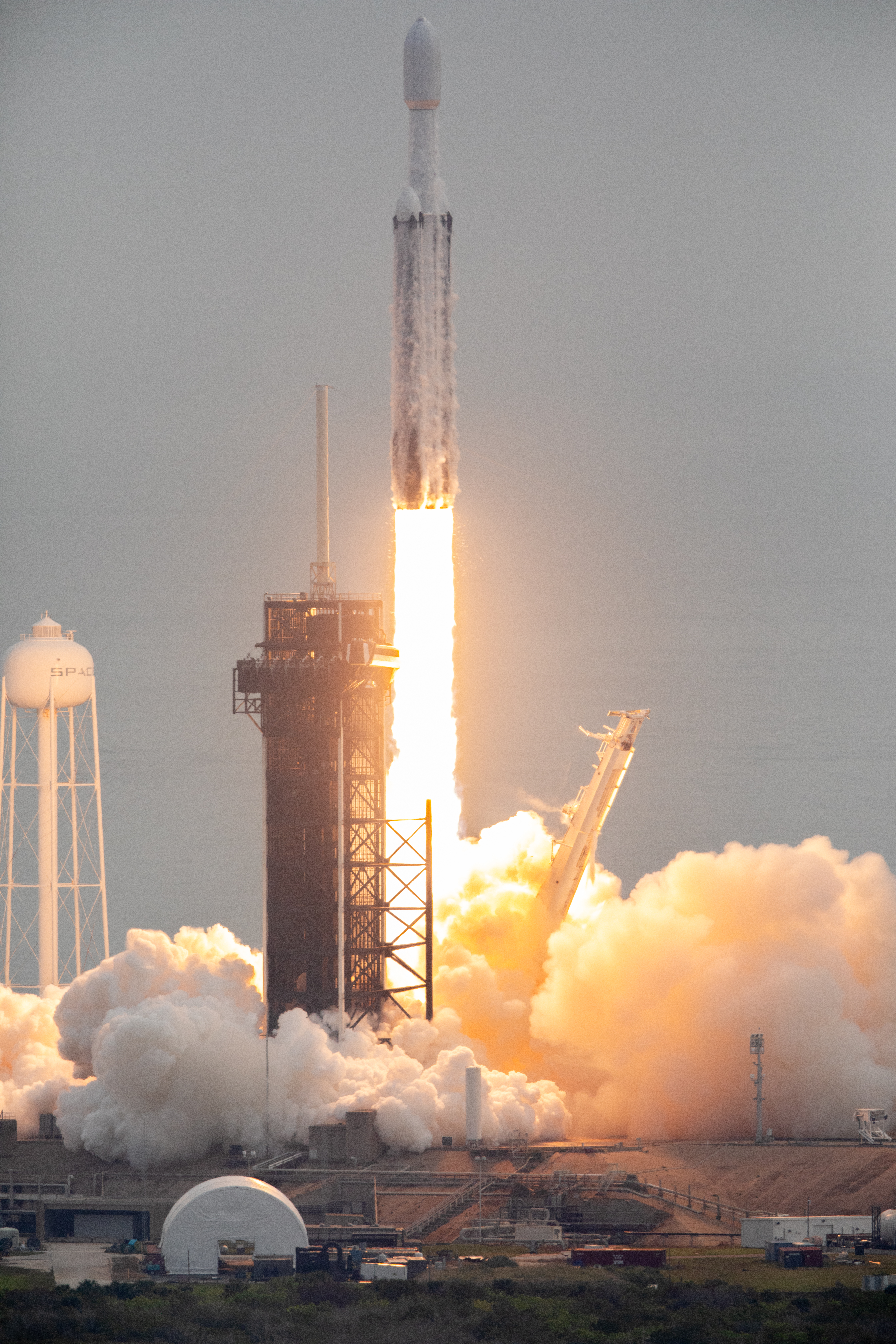
Décollage de la fusée Falcon Heavy chargée de lancer dans l'espace la sonde spatiale Psyché.

La fenêtre de lancement de  Psyché s'ouvre le 5 octobre 2023 et se referme le 25 octobre. Le lancement de la sonde spatiale est repoussé à deux reprises. Le premier report d'une semaine est utilisé par les ingénieurs pour corriger les paramètres de fonctionnement des propulseurs à gaz froid afin d'éviter leur surchauffe. Le deuxième report de 24 heures est dû à des conditions météorologiques susceptibles de présenter un risque pour le bon déroulement des opérations de lancement. La sonde spatiale est finalement lancée le 13 octobre 2023 par une fusée Falcon Heavy décollant depuis le complexe de lancement LC-39A de la base de Cape Canaveral. Les deux propulseurs d'appoint de ce lanceur reviennent se poser sur la base de Cape Canaveral, permettant ainsi leur récupération tandis que l'étage central s'écrase en mer comme prévu,,. Le lanceur Falcon Heavy devait également emporter deux petites sondes spatiales Janus, mais leur projet a été gelé en juillet 2023 : le report d'une année de la date de lancement de Psyché (prévue initialement en 2022) ne permettait plus de définir une trajectoire commune entre les deux missions et donc d'utiliser le même lanceur,.

### Transit de la Terre à Psyché (2023-2029)
Durant le transit de la Terre à son objectif qui dure un peu plus de six ans, Psyché utilise sa propulsion électrique de manière quasi continue pour modifier son orbite, afin de s'éloigner du Soleil et de rejoindre l'orbite de l'astéroïde située à environ 2,7 unités astronomiques (au) du Soleil (la Terre est à 1 au) à la date d'arrivée. Pour maintenir la sonde spatiale dans une fourchette de températures acceptable, un seul des quatre propulseurs est utilisé durant toute la mission. La trajectoire de la sonde spatiale dessine une spirale qui fait pratiquement deux fois le tour du Soleil. Les 100 premiers jours qui suivent le lancement sont consacrés aux vérifications des systèmes de la sonde spatiale. À l'issue de cette phase, la propulsion électrique est utilisée à pleine puissance avant d'être brièvement interrompue durant le survol de la planète Mars qui a lieu en mai 2026. La sonde spatiale passe à une distance comprise entre 3 000 et 4 000 kilomètres de la planète et utilise son champ gravitationnel durant son survol pour gagner en vitesse (environ 0,56 km/s) et modifier sa direction (manoeuvre d'assistance gravitationnelle). Par la suite, l'éloignement du Soleil ne permet plus de disposer de suffisamment d'énergie pour faire fonctionner la propulsion à pleine puissance. La poussée est alors réglée de manière à utiliser toute l'énergie disponible. Durant le transit jusqu'à Psyché, la propulsion doit être interrompue à intervalles réguliers pour des sessions de communication avec la Terre (dont les tests de liaison optique avec l'équipement expérimental DSOC) et la désaturation des roues de réaction. De ce fait, la disponibilité réelle de la propulsion est de 80 % avant le survol de Mars et de 90 % après celui-ci,.

### Arrivée sur Psyché et phase scientifique (2029-2031)
Vers mars 2029 débute la phase d'approche. Durant celle-ci, la sonde spatiale détermine l'axe et la vitesse de rotation de l'astéroïde. À compter de mai 2029, la sonde spatiale commence à prendre des images de l'astéroïde. En juillet 2029, l'engin se place en orbite autour de l’astéroïde, qui se trouve à ce moment-là à 2,7 unités astronomiques du Soleil après avoir parcouru environ 3,6 milliards de kilomètres. Il entame la phase d'étude scientifique, qui doit durer 21 mois. Pour optimiser les mesures effectuées, la sonde spatiale se place successivement sur quatre orbites différentes qui sont de plus en plus proches de l'astéroïde. En allant de la plus éloignée à la plus proche de la surface, ce sont, :
- l'orbite A, servant à mesurer les caractéristiques générales de l'astéroïde dure 56 jours (période orbitale 32,6 jours terrestres et 41 orbites). Placée à une altitude de 709 kilomètres pour une inclinaison orbitale de 90 degrés (cette inclinaison orbitale est identifique pour les orbites B et C), la sonde spatiale doit cartographier la surface et mesurer ses champs gravitationnel et magnétique ;
- l'orbite B, divisée en deux phases : B1, d'une durée de 92 jours (190 orbites), et B2, d'une durée de  100 jours (206 orbites). L'altitude est de 303 kilomètres et la période orbitale de 11,6 heures. Sur cette orbite, la sonde spatiale doit effectuer un relevé topographique et géologique d'au moins 80 % de la surface et poursuivre les mesures des champs gravitationnel et magnétique ;
- l'orbite C, située à une altitude de 190 kilomètres (période orbitale de 7,2 heures), doit durer  100 jours (333 orbites). L'orbite doit permettre de poursuivre les relevés topographique et joue un rôle particulièrement important pour les mesures des champs gravitationnel et magnétique ;
- l'orbite D, qui est la plus basse avec une altidude de 75 kilomètres, dure 100 jours (666 orbites). L'inclinaison orbitale est fortement modifiée, passant de 90 à 160 degrés. La mission doit mesurer la répartition des éléments chimiques présents en surface. La sonde spatiale doit également poursuivre la cartographie de la planète et les mesures des champs gravitationnel et magnétique.

Ces phases sont exécutées dans un ordre différent (A, B1, D, C, B2) pour tenir compte des variations de l'éclairage de la surface. Durant les changements d'orbite, relativement longs du fait de la faible poussée intrinsèque des propulseurs électriques (jusqu'à 98 jours pour le passage de l'orbite B1 à l'orbite D), les observations sont interrompues. La mission s'achève en novembre 2031 alors que l'astéroïde, qui s'est progressivement éloigné du Soleil, se trouve à 3,1 unités astronomiques de celui-ci.